# 倶知安余市道路
- 北海道横断自動車道 > 後志自動車道 > 倶知安余市道路

倶知安余市道路（くっちゃんよいちどうろ）は、北海道虻田郡倶知安町から同余市郡余市町に至る総延長約44キロメートル (km) の北海道横断自動車道に並行する一般国道の自動車専用道路（国道5号）である。
高速道路ナンバリングによる路線番号は、「E5A」が割り振られている。
東日本高速道路のプレスリリースによれば、倶知安余市道路の区間も後志自動車道の一部とされている。

## 概要

### 道路諸元（倶知安 - 余市）
- 起点：北海道虻田郡倶知安町字旭（〈仮称〉倶知安IC）[4]
- 終点：北海道余市郡余市町登（余市IC）[4]
- 延長：39.1 km[4]
- 構造規格：第1種3級[4]
- 設計速度：80 km/h[4]
- 道路幅員：13.5 m[4]
- 車線数：2車線[4]
- 車線幅員：3.5 m[4]

北海道横断自動車道のうち基本計画区間とされていた黒松内 - 余市間（延長約74 km）のうち、2011年（平成23年）12月6日に札幌第1合同庁舎で開催された国交相の諮問機関である社会資本整備審議会（第5回北海道地方小委員会）において、黒松内 - 倶知安間（延長約30 km）が当面現道活用とされたのに対し、倶知安 - 余市間（延長約44 km）は別線を国道5号バイパス道路として新規に整備する方針が決まった。この別線整備区間とされた倶知安 - 余市間が倶知安余市道路である。
国土交通省の計画段階評価資料（2011年）によれば、倶知安余市道路区間のルートについて（1）国道276号を介して共和町や岩内町方面からのアクセス性を重視し市街地方面へ若干迂回する案と（2）路線延長短縮による時間短縮を重視して直線的に結ぶ2案がそれぞれ検討され、沿線の意向や後志地域全体の政策目標への効果を踏まえ（1）案が採用された。この道路を含めた黒松内 - 余市間の道路整備により、国際規格コンテナの通行支障区間となっている稲穂峠の迂回路や、沿線から小樽市・札幌市の救急指定病院への搬送時間短縮、有珠山をはじめとする火山や地震など有事の際の道央自動車道代替ルートとしての役割や、新千歳空港と世界的なリゾートであるニセコ町とを結ぶルートの確保などが様々な機能が期待されている。道内有数の豪雪地域であることを踏まえ、積雪した中での交通手段として整備の目的でもある。
倶知安余市道路のうち共和町 - 余市町間（延長約27.7 km）は新規事業採択時評価を経て2014年（平成26年）度に新規事業化されており、今後は調査設計や用地買収等を経て着工を目指す。この区間の事業費は1090億円を見込んでおり、整備により札幌市と倶知安町の車での所要時間は従前より35分短縮されて約1時間45分となる見込である。このうち仁木IC - 余市IC間（延長3.3 km）が2025年（令和7年）3月23日に開通した。
一方の倶知安町から共和町間（延長約11.5 km）は「専門家から猛禽類調査の継続を要請されたため」として北海道開発局から調査中区間とされ共和町 - 余市町間と同時に事業着手されなかったものの、2年遅れて2016年（平成28年）度より事業に着手している。

## 歴史
- 2014年（平成26年）度：共和IC - 余市IC間（延長27.6 km）事業化[10]
- 2016年（平成28年）度：倶知安IC - 共和IC間（延長11.5 km）事業化[15]
- 2023年（令和5年）3月31日：共和北ICの連結許可[16]。
- 2025年（令和7年）3月23日：仁木IC - 余市IC間（延長3.3 km）開通[13]。

## インターチェンジなど
- 全区間北海道後志総合振興局内に所在。
- IC番号欄の背景色が■である部分については道路が供用済みの区間を示している。また、施設名欄の背景色が■である部分は施設が供用されていない、または完成していないことを示す。未開通区間の名称は仮称。
- 接続路線名の特記がないものは町道。

| IC 番号                      | 施設名             | 接続路線名              | 倶知安 から （km） | 備考               | 所在地             | 所在地             |
| E5A 蘭越倶知安道路           | E5A 蘭越倶知安道路 | E5A 蘭越倶知安道路      | E5A 蘭越倶知安道路 | E5A 蘭越倶知安道路 | E5A 蘭越倶知安道路 | E5A 蘭越倶知安道路 |
| ---------------------------- | ------------------ | ----------------------- | ------------------ | ------------------ | ------------------ | ------------------ |
| -                            | 倶知安IC           | 道道58号倶知安ニセコ線  | 0.0                | 事業中             | 虻田郡 倶知安町    | 虻田郡 倶知安町    |
| -                            | 共和IC             | 国道5号（現道）         | 11.5               | 事業中             | 岩内郡 共和町      | 岩内郡 共和町      |
| -                            | 共和北IC           |                         | 15.7               | 事業中             | 岩内郡 共和町      | 岩内郡 共和町      |
| -                            | 仁木南IC           | 国道5号（現道）         | 24.3               | 事業中             | 余市郡             | 仁木町             |
| 14                           | 仁木IC             |                         | 35.8               |                    | 余市郡             | 仁木町             |
| 13                           | 余市IC             | 道道753号登余市停車場線 | 39.1               |                    | 余市郡             | 余市町             |
| E5A 後志自動車道（小樽方面） |                    |                         |                    |                    |                    |                    |